# 布里亚泰克斯特
布里亚泰克斯特（法語：Briatexte，法語發音：[bʁijatɛkst]）是法国奧克西塔尼大區塔恩省的一个市镇，属于卡斯特尔区。

## 地理
布里亚泰克斯特（43°45'4"N, 1°54'29"E）面积15 平方千米，位于法国奧克西塔尼大區塔恩省，该省份为法国南部内陆省份，北起顺时针与阿韦龙省、埃罗省、奥德省、上加龙省和塔恩-加龙省接壤。
与布里亚泰克斯特接壤的市镇（或旧市镇、城区）包括：卡巴内斯、菲亚克、格罗耶、皮伯贡、圣戈藏。

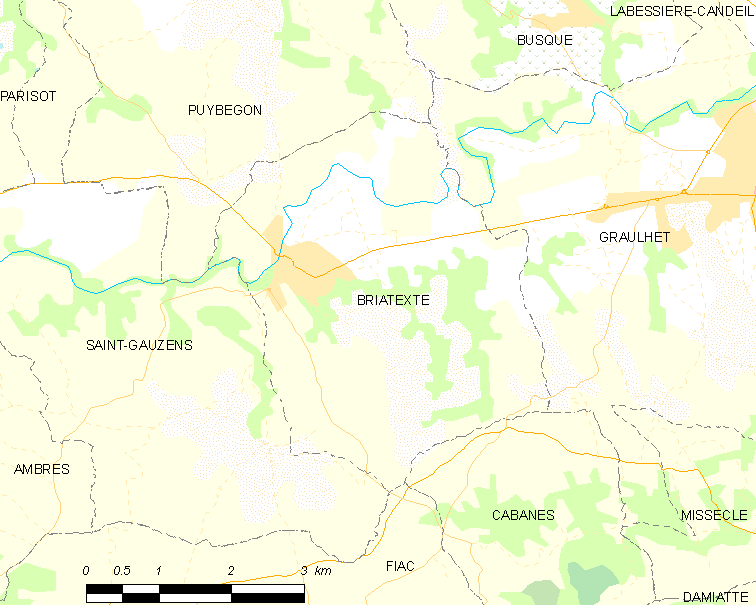
布里亚泰克斯特的OSM定位图

布里亚泰克斯特的时区为UTC+01:00、UTC+02:00（夏令时）。

## 行政
布里亚泰克斯特的邮政编码为81390，INSEE市镇编码为81039。

## 政治
布里亚泰克斯特所属的省级选区为格罗耶县。

## 人口

1962-2008年间布里亚泰克斯特人口变化图示

布里亚泰克斯特于2022年1月1日时的人口数量为1948人。